# Nothosaurus
Nothosaurus es un género extinto de saurópsidos (reptiles) marinos del Triásico.
Su nombre significa "falso lagarto" y es que no eran lagartos como los de la actualidad ni mucho menos dinosaurios, sino miembros de un linaje de reptiles que se adaptaron tempranamente al medio acuático.

## Descripción

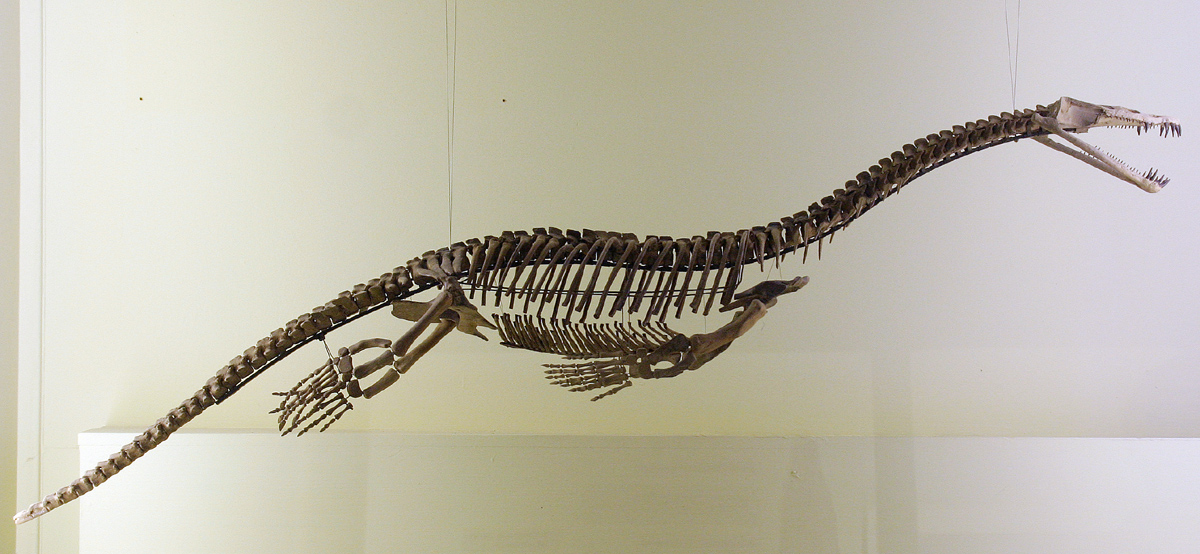
Restauración de un esqueleto de un Nothosaurus en Berlín.

Nothosaurus llegaba a medir unos tres metros de longitud. Sus dientes, muy afilados y en forma de dagas, que además encajaban entre sí los de ambas mandíbulas, eran una trampa perfecta para los peces. Nothosaurus podía cerrar la boca con una gran fuerza pero los músculos que le permitían volver a abrirla eran muy débiles.
Algunos de los fósiles mejor preservados conservan el dibujo de la piel y nos muestran que Nothosaurus tenía pies palmeados, adecuados tanto para el medio acuático como para el terrestre.

## Paleobiología
Por sus características, los ejemplares de Nothosaurus pudieron pasar parte de su vida en tierra firme, sobre la arena y las rocas. Las extremidades les permitían caminar con torpeza y desplazarse arqueando el lomo, como los leones marinos actuales. Probablemente arribaban a tierra para tumbarse a descansar y calentarse al sol, capturar presas en los charcos de la orilla y también para procrear poniendo huevos.

## Distribución
Fue el género más común de su grupo, ya que sus restos se han descubierto en lugares tan distantes entre sí como Países Bajos, China y España.